# Dundee
Dundee (gaelică scoțiană Dùn Dèagh) este un oraș în nord-estul Marii Britanii, în Scoția, port la Marea Nordului. Este una dintre cele 32 subdiviziuni ale Scoției. Aici este situat podul feroviar Tay Bridge (lungime de 3,5 km) care în 1878 era cel mai lung pod feroviar din lume. La data de 28 decembrie 1879 a avut loc o catastrofă, podul prăbușindu-se împreună cu un tren de călători care traversa râul. Cauza tragediei a fost vântul puternic, care a redus stabilitatea pilonilor până la punctul în care au cedat. S-a început reconstrucția podului, acesta finalizându-se la data de 20 iunie 1887. Podul este în prezent utilizat pentru transportul persoanelor.

## Orașe înfrățite
- Orleans, Franța (1946)
- Zadar, Croația (1959)
- Würzburg, Germania (1962)
- Alexandria, Virginia, SUA (1974)
- Nablus, Israel (1980)
- Dubai, Emiratele Arabe Unite (2004)